# Église Saint-Éloi de Chalivoy-Milon
L'église Saint-Éloi ou Saint-Sylvain ou Saint-Martin est une église catholique située sur la commune de Chalivoy-Milon, dans le département du Cher, en France ,. 
L'église a été initialement dédiée à saint Sylvain. Elle est surtout connue sous le nom d'église de saint Éloi. Le nom saint Martin figure dans la notice des monuments historiques.
De style roman, elle contient un nombre important de peintures murales.

## Historique

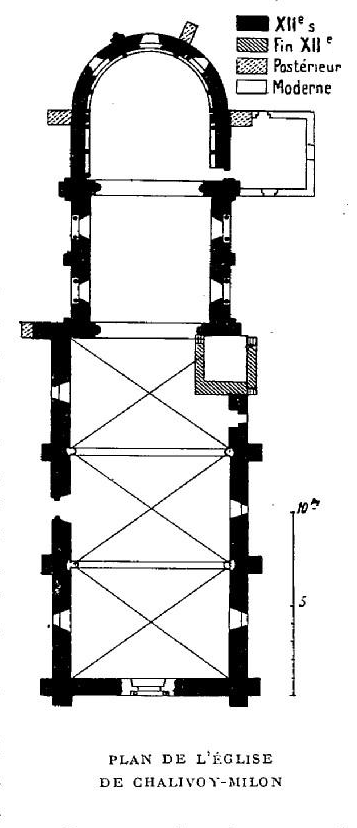
Plan de l'église, d'après Deshoulières (1931).

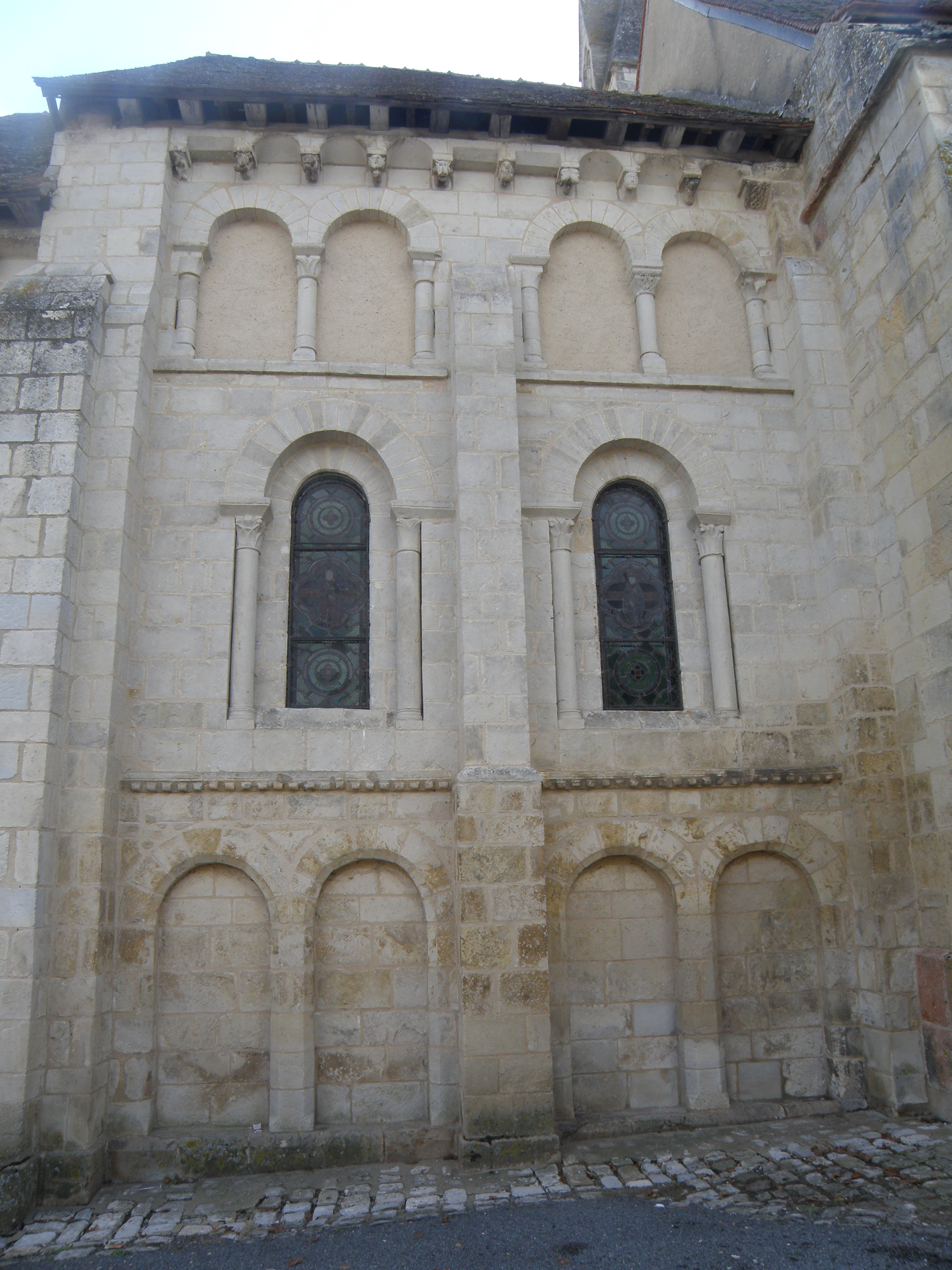
Arcatures lombardes.

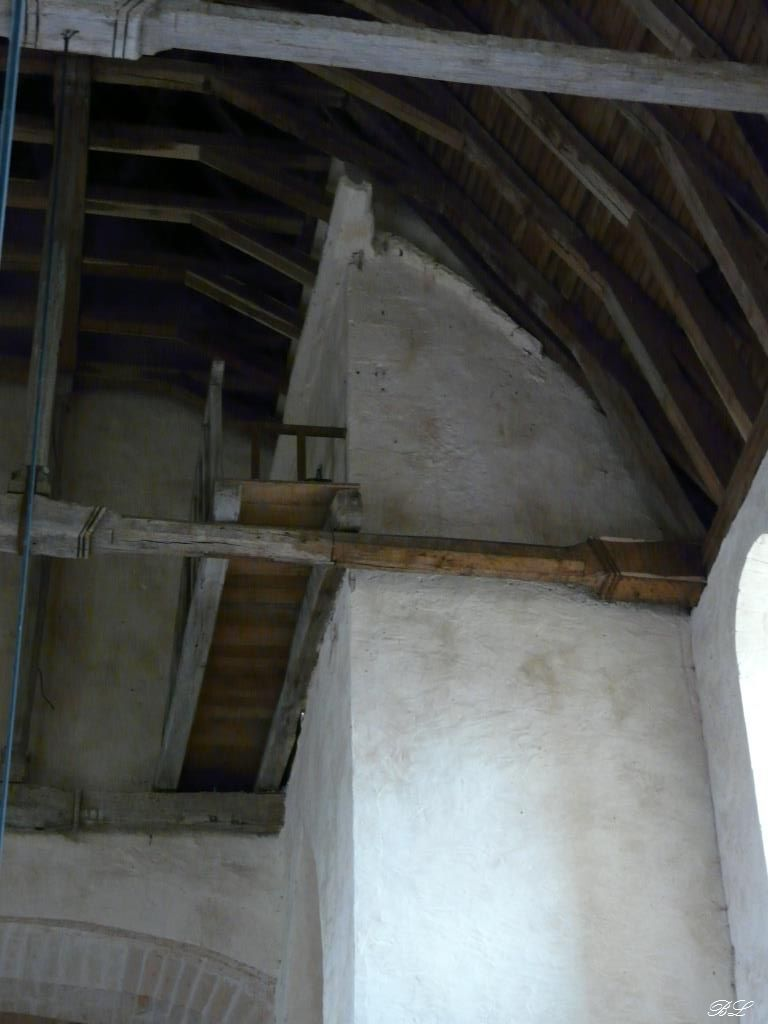
Passerelle mur nord du clocher nord permettant l'accès au-dessus de la voûte supprimée de 1885 et charpente Renaissance.

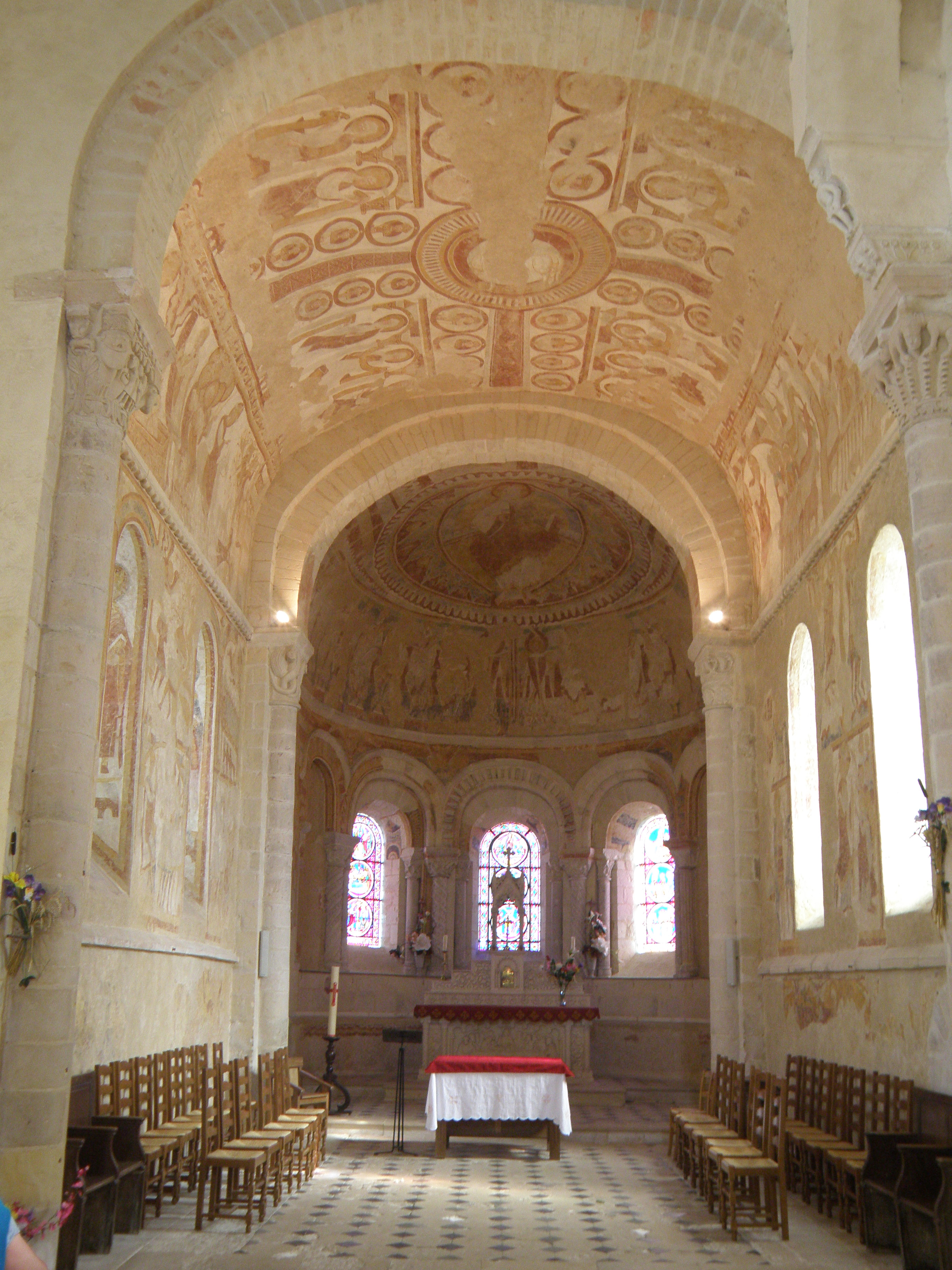
Chœur et abside, avec aperçu des fresques.

Le domaine de Chalivoy appartenait dès 819 à l'abbaye Saint-Sulpice de Bourges. En 1032, on rencontre une mention de l'église Saint-Sylvain, sous le patronage de cette abbaye, mais ce n'est pas l'église actuelle. Au début du XIIe siècle, l'abbaye fut privée de la moitié de la dîme par Raymond, seigneur de Chalivoy. En 1126, il restitua cet impôt à l'abbaye bénédictine de Bourges. C'est sans doute ensuite que l'église actuelle fut construite, dans un pur style roman. Voici quelques dates marquantes :
- Construction de l'église au deuxième quart du XIIe siècle. Elle est dédiée à saint Sylvain.
- Dans la deuxième moitié du XIIe siècle a été ajoutée la tour du clocher.

- Début du XVIe siècle : reconstruction de la charpente. Ajout de contreforts pour renforcer le chœur.

- En août 1544 (à la suite de ces réparations importantes ?), l'église fut consacrée à nouveau, par l’évêque d’Esbrun(?), à saint Sylvain et à sainte Marie.  Il bénit quatre autels, le premier en l’honneur de saint Sylvain, saint Étienne, saint Sulpice, saint Benoît et saint Martin; le second, consacré à la  Vierge Marie, à sainte Anne, sainte Barbe, sainte Marguerite, et sainte Marie-Madeleine; le troisième, à saint André, saint Sébastien, saint Roc, saint Vincent, saint Denis; le quatrième, à saint Jean-Baptiste, saint Éloi, saint Jean l'évangéliste, saint Pierre, saint Paul, saint Nicolas, et saint Michel Archange.

- Au XVIIe siècle, une sacristie est ajoutée contre le mur latéral nord.
- Saint Éloi est patron en 1715.
- 1732 : visite pastorale de Monseigneur Frédéric Jérôme de La Rochefoucauld, archevêque de Bourges ; l'église est alors déjà dédiée à saint Éloi.
- 1759 : percement d'une petite porte latérale dans le mur sud de la nef. Cette porte fut murée en 1885.

- 1838 : reconstruction de la sacristie au sud de l'abside. (La sacristie, qui était attenante au nord de l'église, avait déjà été jugée trop exiguë par Monseigneur de la Rochefoucauld, archevêque de Bourges, lors de sa visite pastorale en 1732)

- 1854 : construction de la tribune

- 1868 : découvertes des fresques. Les fresques de la nef ont disparu lors des travaux de 1885

- 1885 : construction des trois travées des voûtes en briques de la nef, et percement de baies sous les anciennes baies romanes

- 1951 : les parties hautes du clocher ont subi une réfection complète.
- 1990-2000 : la voûte et les travées de la nef de 1885 sont supprimées avec réouverture des baies romanes (obturation des baies XIXe siècle) permettant la vue directe sur la charpente en châtaignier du XVIe siècle.

L'édifice est classé au titre des monuments historiques par arrêté du 13 juillet 1911.

## Description
L'église se compose de trois parties :
Une abside rondevoûtée en cul-de-four (quart de sphère), précédée d'une partie qui est droite. À l'extérieur, une série de modillons. À l'intérieur, les arcatures des cinq fenêtres (deux aveugles et trois ouvertes) sont décorées de colonnes cannelées ou sculptées en spirales enrichies de billettes et de losanges.
Un chœur, plus élevévoûté en berceau. On voit, à l'extérieur, les fenêtres murées et les bandes lombardes. L'abside et le chœur contiennent les fresques. À l'extérieur, le chapiteau du contrefort conservé est sculpté de deux loutres allongées sur le dos et grignotant un feuillage.
Une nef, plus élevée encore,couverte d'une voûte en bois. Elle est éclairée par des baies hautes en plein cintre rouvertes. À l'entrée du chœur, des chapiteaux sculptés : à gauche, un chat mangeant une souris, deux visages dans les angles, et une scène de vendange (coupe, transport et foulée du raisin) ; à droite, deux chiens mordant la tête d'un personnage.

Au côté sud, entre le chœur et la nef, est le clocher,une passerelle en bois visible sur le mur nord du clocher permettait l'accès à la charpente au-dessus de la voûte de 1885 aujourd'hui supprimée. La sacristie est récente (1838). Sur la face nord de la nef, une petite entrée au tympan décoré d'un agneau portant une croix, porté par deux anges.

## Fresques
L'église était totalement revêtue de fresques qui ont été recouvertes de plâtre jusqu'au milieu du XIXe siècle. Celles du chœur ont été restaurées, mais elles sont abîmées. Celles de la nef ont entièrement disparu dans la reconstruction des voûtes.

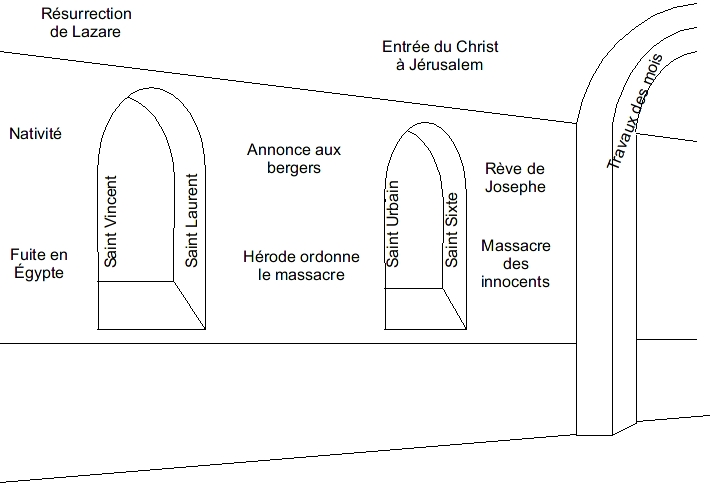
Fresques du chœur nord.
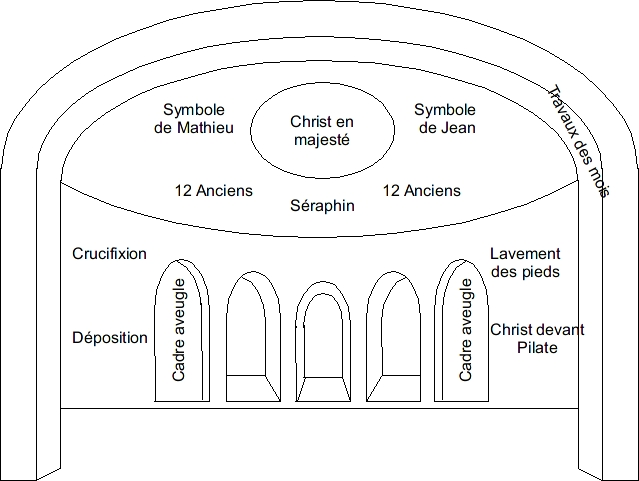
Fresque de l'abside.
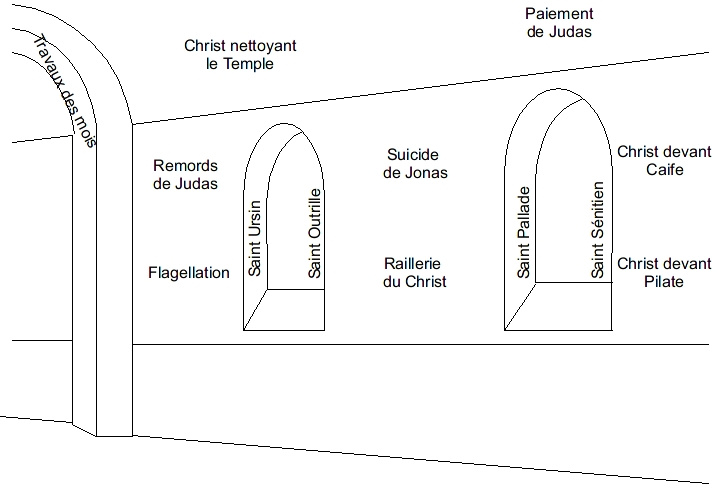
Fresques du chœur sud.

Chœur nord (à gauche)
- En haut: la résurrection de Lazare, l'entrée de Jésus dans Jérusalem.

- Ébrasements des baies du chœur : quatre saints

- En bas : la Nativité, l'annonce aux bergers, le rêve de Joseph, la fuite en Égypte, le massacre des innocents.

Abside
- Arc d'entrée de l'abside : les travaux des mois.

- Mur nord de l'abside (à gauche) : la crucifixion, la déposition de la croix, la mise au tombeau.

- Voûte du cul-de-four de l'abside : Christ en majesté dans une mandorle, entouré par les symboles des évangélistes et adoré à ses pieds par des séraphins bien reconnaissables aux trois paires d'ailes, et par 24 vieillards couronnés.

- Mur sud de l'abside (à droite) : le lavement des pieds, le baiser de Judas, la Cène.

Chœur sud (à droite)
- En haut : le Christ chassant les marchands du Temple, le paiement de Judas.

- Ébrasements des baies du chœur : quatre évêques

- En bas :  les remords de Judas, le suicide de Judas, le Christ devant Caïphe, la flagellation du Christ, les insultes au Christ portant la couronne d'épines, le Christ devant Pilate.

Plafond du chœur
Au sommet du berceau et à mi-longueur de la travée, un grand médaillon circulaire entouré d'un bandeau plissé et bordé de filets rouges et jaunes à perles blanches porte en son centre l'agneau pascal. 
Il est placé à la jonction des traverses d'une grande croix dont les bras divisent la voûte en quatre cantons. Les bras, légèrement pattés, sont peints en rouge et ornés de fleurs à quatre pétales; de part et d'autre de  chacun d'eux s'alignent, par séries de quatre, des médaillons ronds contenant chacun le buste d'un martyr, homme ou femme, couronné et portant une palme; tous sont vêtus d'une tunique blanche bordée de galons perlés. Sous les arcades, dans les cantons de la croix, douze personnages debout, des apôtres ou des pères d'Église, tiennent des phylactères.
Nef
Un reste de la partie supérieure de la mappemonde perdue (voir plus bas) est visible sur le mur sud de la nef. Sur les bords d'une fenêtre du mur nord deux petites fresques montrent des personnages en costume du XIIe siècle en position d'orants, ce n'est pas un thème biblique, est-ce la signature des peintres ou la représentation des commanditaires?

Fresques du chœur et de la nef
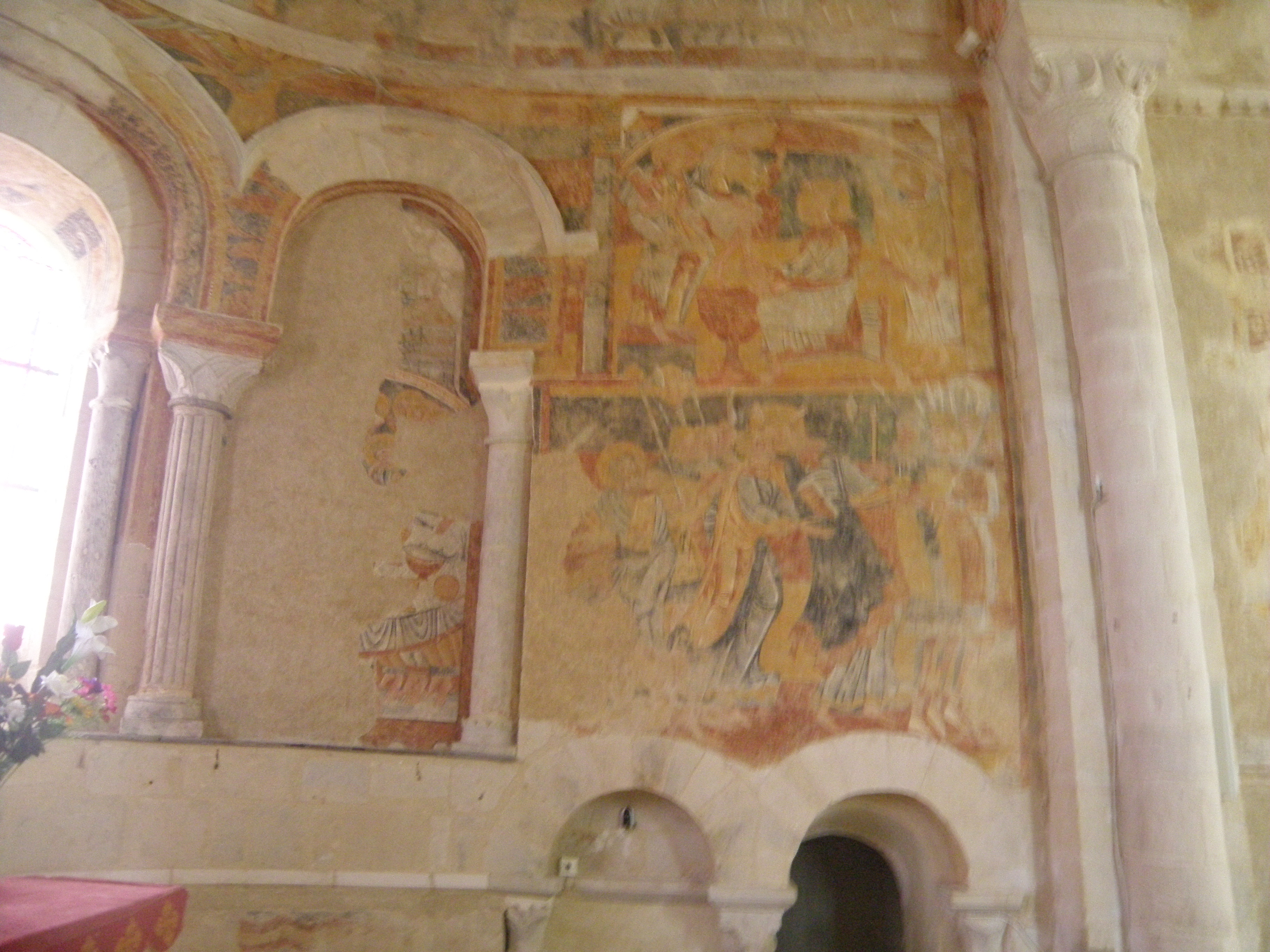
Abside, sud, lavement des pieds et baiser de Judas.
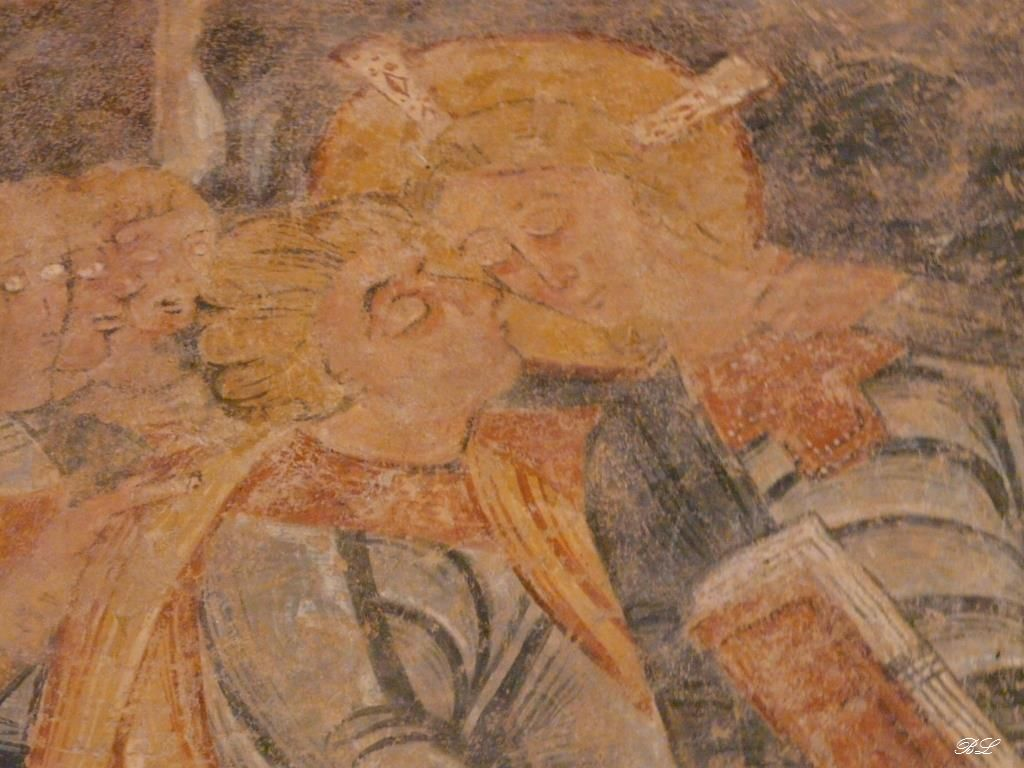
Baiser de Judas.
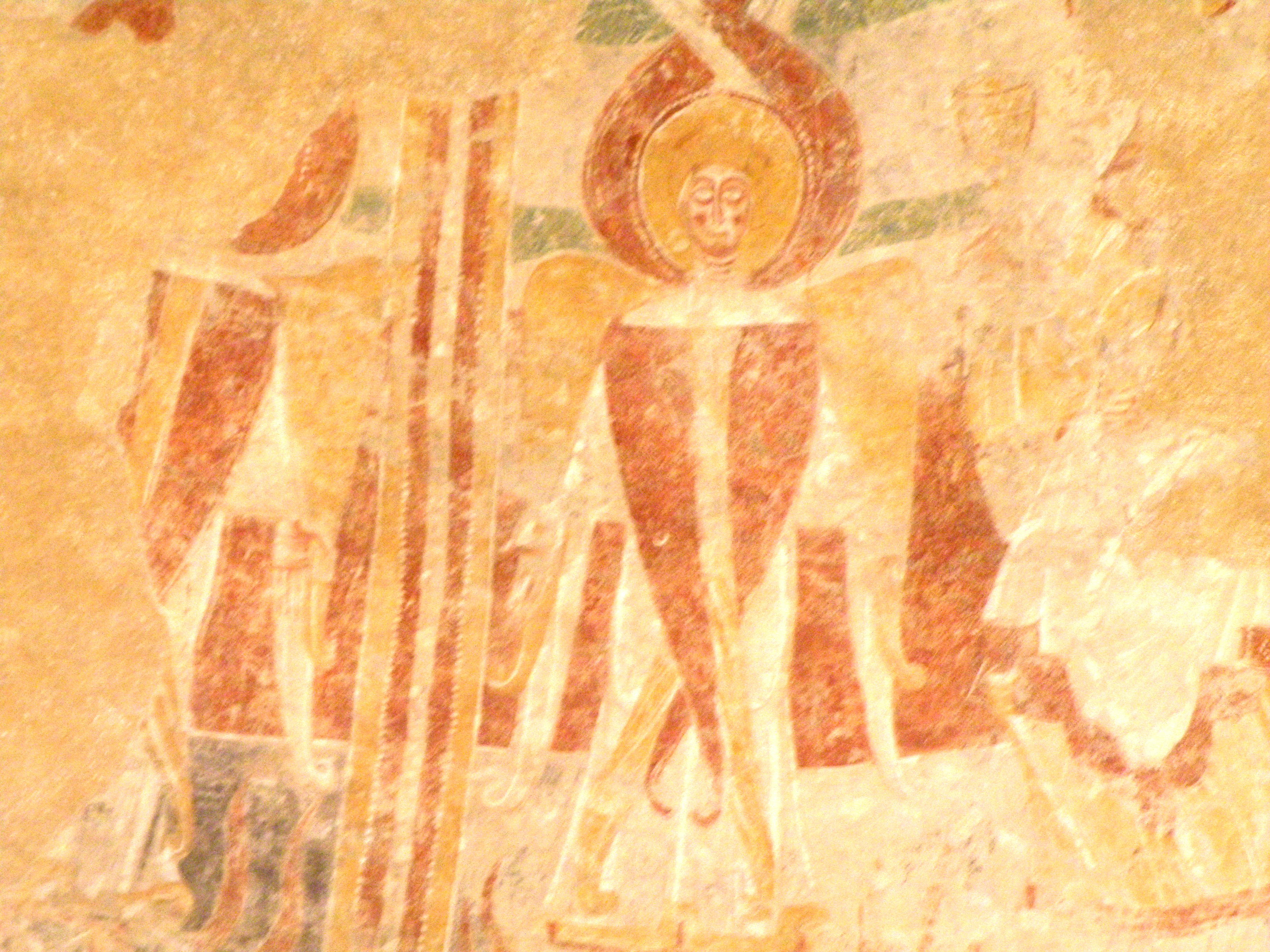
Abside: un séraphin au pied du Christ en majesté.
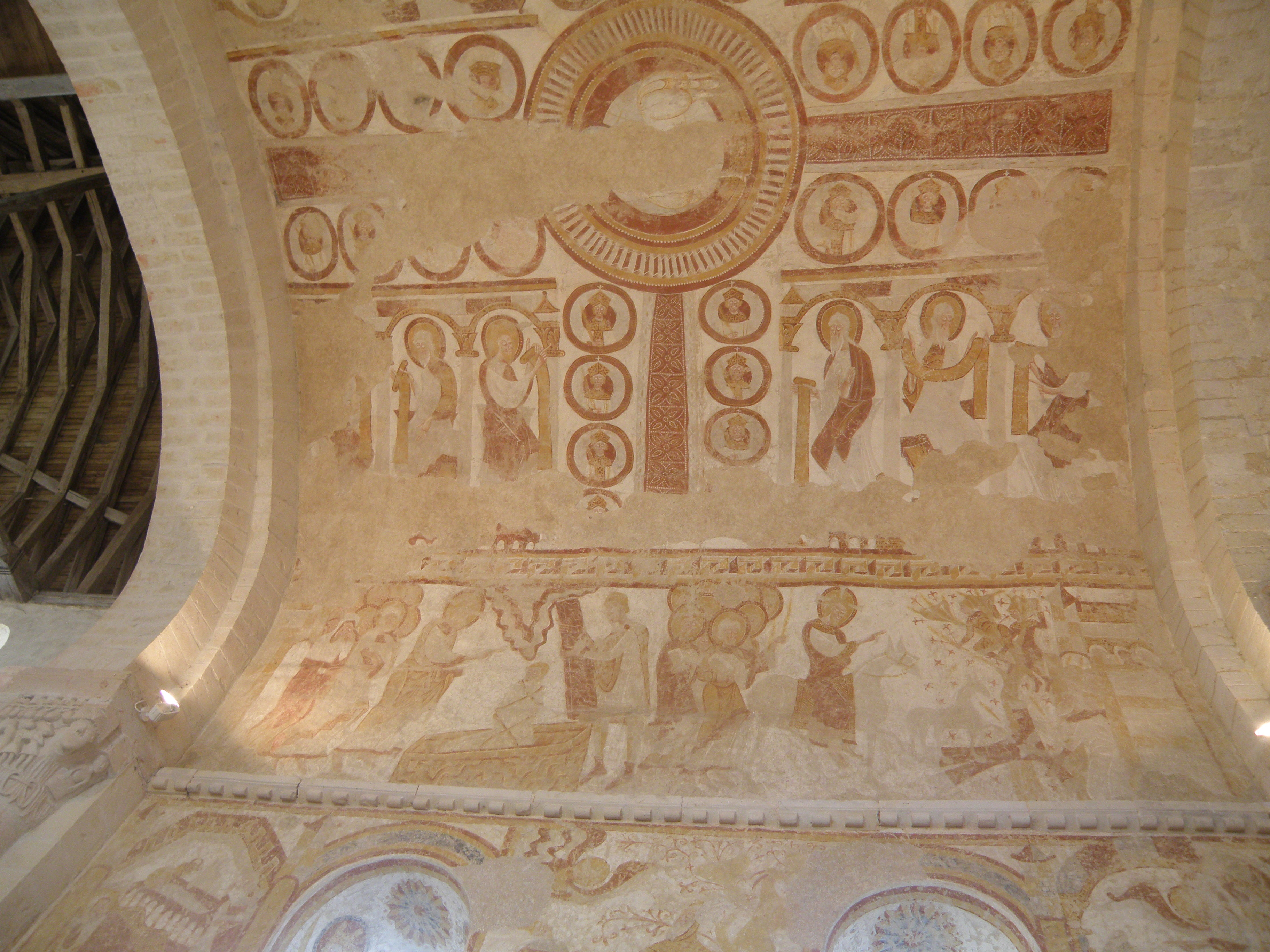
Plafond, avec registre supérieur des fresques du mur nord.
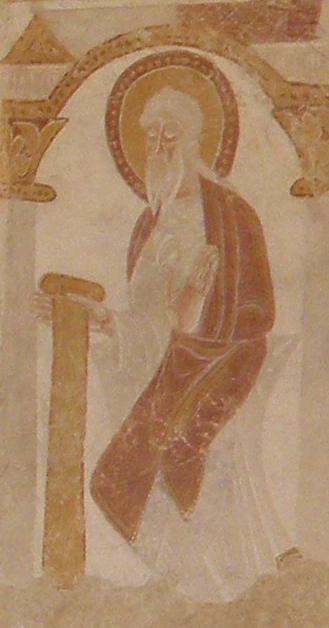
Plafond, un Père de l'Église.
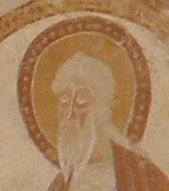
Tête d'un Père de l'Église.
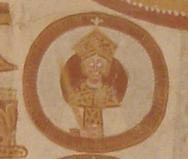
Plafond, détail.
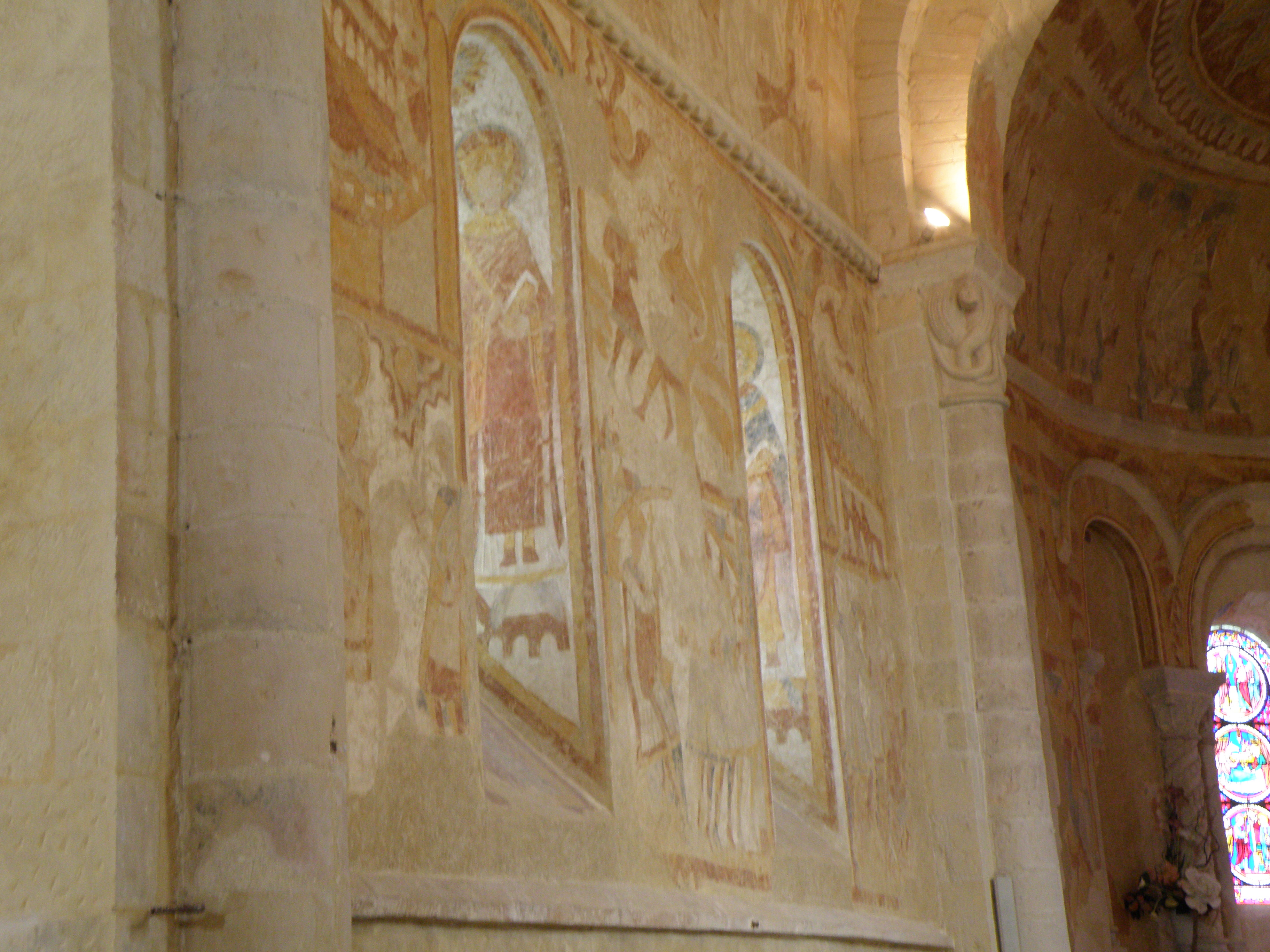
Mur nord.
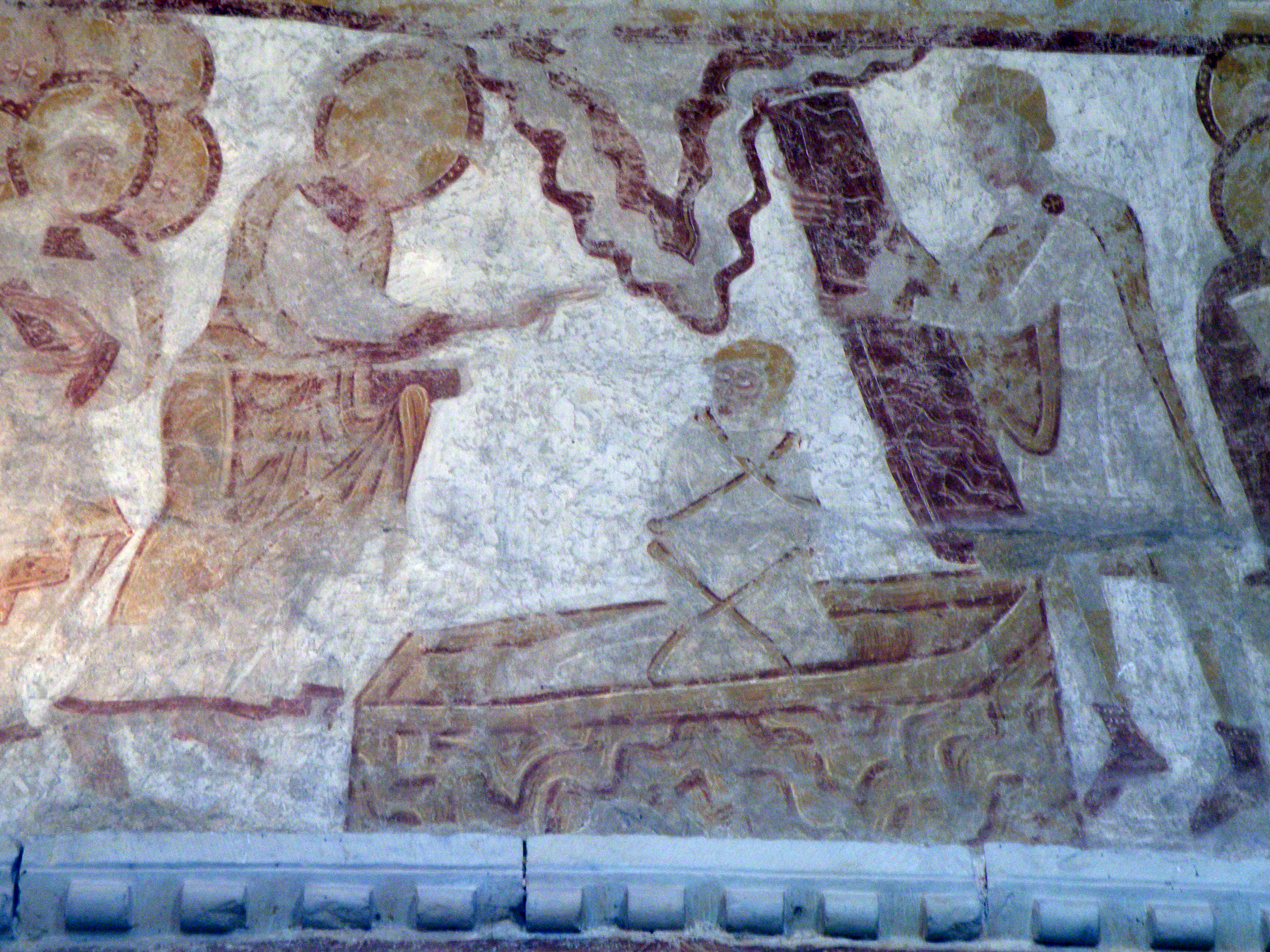
Mur nord du chœur : Résurrection de Lazare.
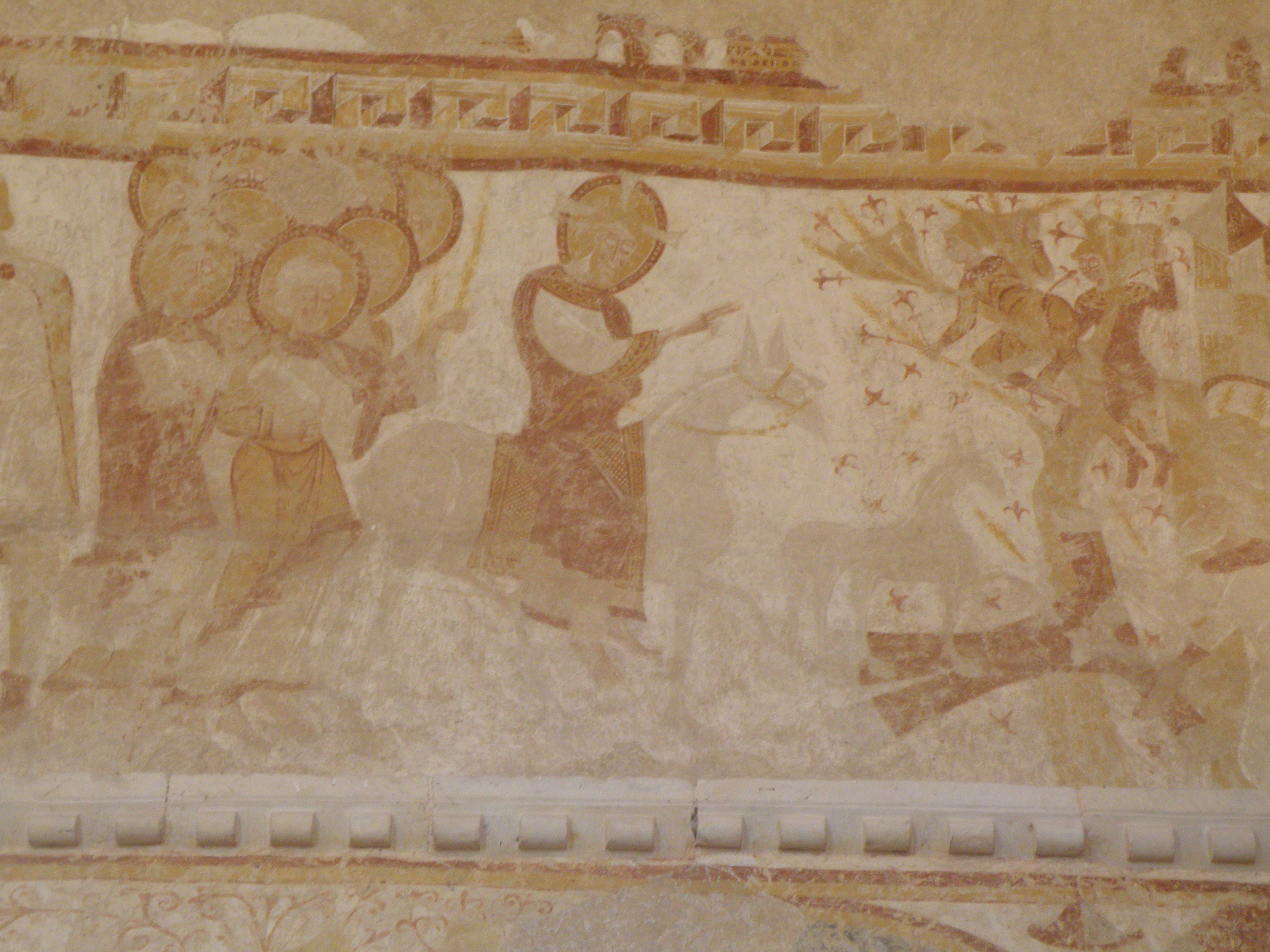
Mur nord du chœur : Entrée dans Jérusalem.
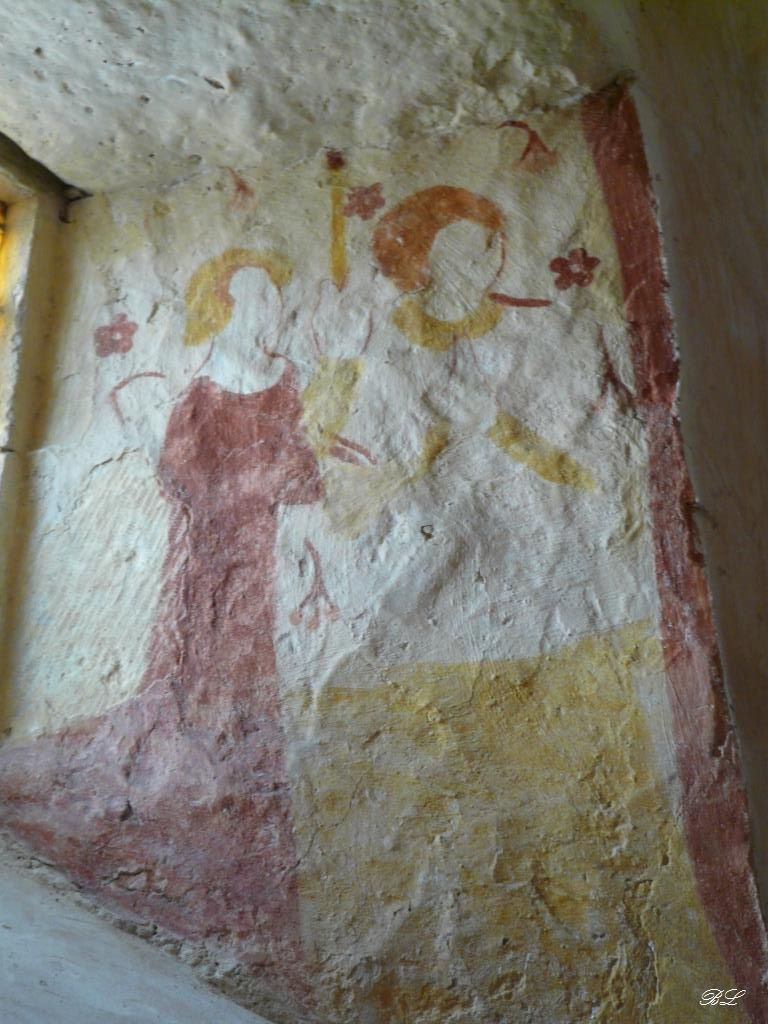
Fresque de la nef : Personnages XIIe siècle.

## La mappemonde perdue

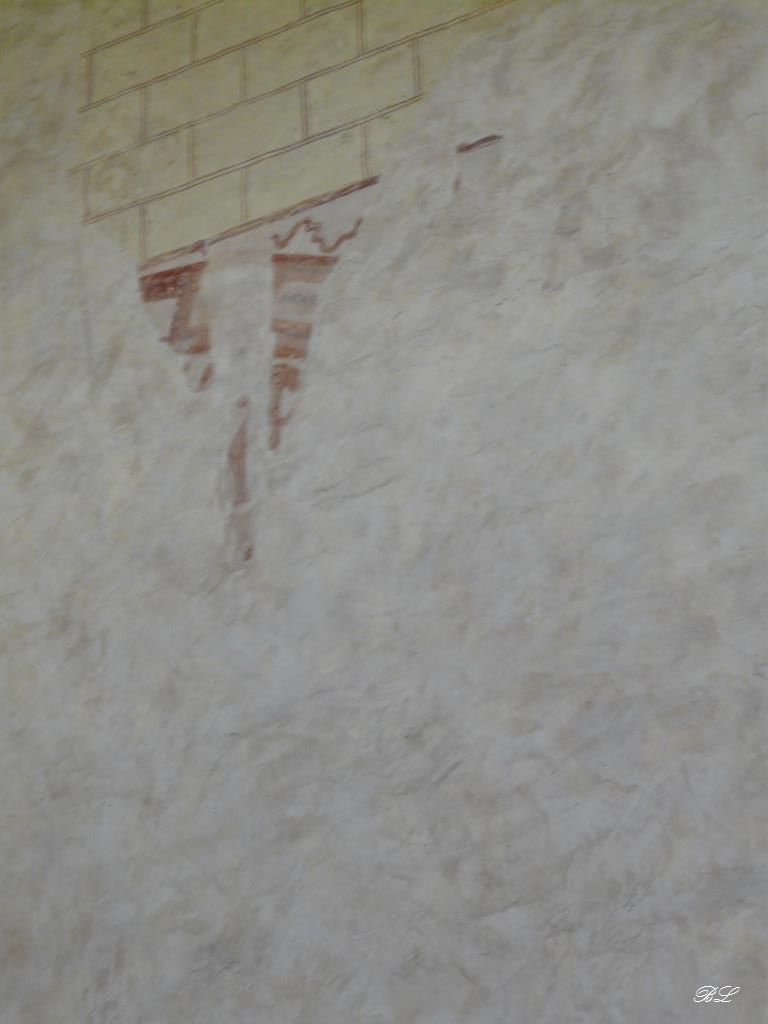
Reste de la mappemonde perdue mur sud de la nef.

La réfection de la nef en 1885 comportait le remplacement de la voûte en berceau par une voûte d'ogives. Cette altération de la structure a demandé une reconstruction partielle des murs de la nef qui, à l'origine, étaient plats et sans articulation. Des piliers ont été ajoutés avec la nouvelle voûte. De plus, les fenêtres supérieures, à l'ouest du clocher, et dont on voit encore l'emplacement de l'extérieur, ont été murées, et d'autres fenêtres, plus larges, ont été ouvertes plus bas.
Parmi des peintures murales détruites lors de la réfection de la nef figure une peinture gigantesque d'environ six mètres de diamètre, peinte sur le mur droit (sud) en avant du clocher. Une description de cette mappemonde a été faite par l'abbé Pierre-M. Lenoir. L'abbé Lenoir était principalement intéressé par les fresques qu'il a découvertes dans sa propre paroisse, à Charly. Il cherchait, dans son livre, à justifier les restaurations entreprises à Charly, en les comparant aux peintures des églises de l'environ :
« 
Mais la découverte la plus curieuse de la nef de Chalivoy est une immense mappemonde d'environ six mètres de diamètre, peinte sur la muraille de droite en avant du clocher. L'artiste a tracé là en abrégé l'histoire des générations humaines depuis Adam, et de leur pérégrinations sur la terre. En beaucoup d'endroits, les souvenirs mythologiques sont mêlés aux souvenirs bibliques, ce qui rend le travail fort curieux. Au sommet du globe de Créateur forme le premier couple de l'espèce humaine, et lui donne l'empire sur les animaux rangés en grand nombre à sa droite. Devant Dieu, l'arbre de vie étend ses rameaux verdoyants. De ses racines jaillissent les quatre sources qui forment bientôt les quatre fleuves qui doivent arroser l’Éden. Mais déjà, l'esprit infernal a séduit la femme. Nous la voyons fuir la face de son créateur, et nous apparaître sous la forme d'un corps dont la chef a disparu. Adam, son complice, la suit par derrière. On reconnaît bien encore en lui le corps humain; mais la tête est devenue celle d'un animal immonde. (...) Sur les bords des fleuves dont les noms peuvent encore se lire, on voit des villes crénelées, et des hommes portant les costumes attribués aux anciens peuples. Près d'eux on a représenté les animaux des différentes zones, et en particulier la sirène, le crocodile, etc. 

On lit encore les noms de plusieurs villes, comme Babilonia sur les bords de l'Euphrate, Hippoton ou Hippos sur les rives du Jourdain, etc. Le globe est entouré de divers océans dont les noms ont fini par s'effacer. On distingue cependant encore celui-ci: Oceanus Egyptiacus. Parmi les nombreux personnages qui figurent sur cette mappemonde, l'un d'eux se fait remarquer par sa taille colossale. Il est armé de ses flèches et de sa lance. On reconnaît là Nimrod, ce géant qui fut chasseur devant le Seigneur, comme le dit l’Écriture Sainte. Nous ne saurions décrire dans tous ses détails cette curieuse peinture, dont la partie inférieure a été détruite. »
Alphonse Buhot de Kersers mentionne des détails supplémentaires qui ne sont pas présents dans le récit de Lenoir, comme un sciapode (un homme fantastique pourvu d'un « pied parasol ») et des Blemmyes (« personnes sans tête »). Il présente l'information épigraphique d'une façon légèrement différente et probablement plus précise:
« 
La partie haute la plus rapprochée du chœur est occupée par une immense sphère ou mappemonde de six mètres de diamètre, où on distingue quatre grands fleuves; au sommet on voit le Créateur, au-dessous sont des animaux divers et des peuples fabuleux, costumés à l'antique; un sciapode tenant en l'air un large pied qui lui sert de parasol, des hommes sans tête, etc. Les légendes sont en caractères majuscules romains; on lit les mots EUPHRATES, BABYLONIA, OCEANUS AEGYPTICUS. »
La mappemonde perdue est analysée, et comparée à d'autres mappemondes anciennes par Marcia Kupfer dans Kupfer (1991).